# Raymond Kaelbel
 (octobre 2021).
Si vous disposez d'ouvrages ou d'articles de référence ou si vous connaissez des sites web de qualité traitant du thème abordé ici, merci de compléter l'article en donnant les références utiles à sa vérifiabilité et en les liant à la section « Notes et références ».
Raymond Kaelbel est un footballeur international puis entraîneur français, né le 31 janvier 1932 à Colmar et mort le 17 avril 2007 à Strasbourg. Il est un des meilleurs défenseurs centraux du début des années 1950 jusqu'à la fin des années 1960.
Formé au FC Colmar, il rejoint en 1950 le RC Strasbourg, puis en 1956 l'AS Monaco avec qui il remporte le Championnat de France et la Coupe de France. Il joue ensuite au Havre AC puis au Stade de Reims et finit sa carrière au RC Strasbourg avec qui il remporte une Coupe de France.
Avec l'équipe de France, il est sélectionné pour la Coupe du monde 1954 et la Coupe du monde 1958 où la France finit 3e. Il compte 35 sélections pour 1 but en équipe de France. Il fut aussi entraîneur des A.S.Pierrot Strasbourg où il a été plusieurs fois champion de France amateur.

## Biographie

### En club
Il ne commence la pratique du football qu'à l'âge de treize ans dans sa ville natale au FC Colmar. Un an plus tard, il est déjà champion d'Alsace en cadets. À 18 ans, il signe chez les professionnels du RC Strasbourg et l'entraîneur Charles Nicolas le fait débuter en équipe première le 17 décembre 1950 contre le FC Nancy. L'année suivante, il s'impose dès la 9e journée du championnat, au sein d'une défense strasbourgeoise en difficulté, le club finit 18e et rejoint la Division 2. Le club remonte à la fin de l'année suivante en s'imposant en barrages contre le Stade rennais.
Excellent de la tête, réputé pour son tacle glissé et capable de jouer des deux pieds, c'est un défenseur complet qui n'hésite pas à se porter vers l'avant quand le score est en défaveur de son équipe. Son talent éclate rapidement au stade de la Meinau et Kaelbel ne tarde pas à devenir l’un des défenseurs les plus réputés du pays.
Après plusieurs saisons au Racing, il décide de rejoindre, en 1956, l’AS Monaco qui commence à être un club reconnu en première division. Lors de la saison 1959-1960, Monaco entrainé par Lucien Leduc et avec comme capitaine Raymond Kaelbel remporte le premier trophée de son histoire la Coupe de France, après une finale gagnée face à l'AS Saint-Etienne, au stade de Colombes, sur le score de 4-2. Raymond Kaelbel reçoit la Coupe des mains du Prince Rainier et au retour en principauté, les joueurs seront reçus longuement au palais princier.
L'année suivante, le club monégasque réalise le doublé en remportant le Championnat de France et la Coupe Drago face au RC Strasbourg 2 à 1. Raymond Kaelbel remporte en août 1961 le Trophée des champions face à Sedan, c'est son dernier trophée avec le club monégasque avant de partir au Havre.
Cette saison avec Le Havre Athletic Club se déroule dans les tréfonds du classement et le club descend en Division 2.
Il rebondit en signant au Stade de Reims et finit avec le club champenois Vice-Champion de France. Il découvre également la Coupe d'Europe des clubs champions où le club s'incline en quart de finale contre le Feyenoord Rotterdam. L'année suivante, il connaît sa troisième relégation de sa carrière, Raymond Kaelbel quitte le club et rejoint le club de ses débuts le RC Strasbourg.
Au Racing, il dispute avec ses coéquipiers la Coupe des villes de foires et parvient à battre le Milan AC et le FC Barcelone avant d'échouer en quart de finale contre Manchester United.
L'année suivante, le club alsacien remporte la Coupe de France en battant en finale le FC Nantes 1 à 0, Kaelbel est un des grands acteurs de la finale, il livre un duel très engagé avec l'attaquant Philippe Gondet, meilleur buteur du Championnat.
L'année suivante, il n'est plus un titulaire indiscutable et joue jusqu'à la fin de sa carrière en 1969 un rôle de remplaçant en défense.

### Équipe de France
International militaire lors de son séjour au Bataillon de Joinville, il dispute le Challenge Kentish en mai 1952 et s'incline avec l'Équipe de France contre la Grande-Bretagne 1-0.
Raymond Kaelbel est appelé en équipe de France A pour la Coupe du monde 1954 qui se déroule en Suisse. Il connaît sa première sélection le 16 juin 1954 contre la Yougoslavie.
Titulaire indiscutable en défense centrale depuis octobre 1956, il est sélectionné pour la Coupe du monde 1958 et joue tous les matchs. Lors de la demi-finale contre le Brésil, il marque efficacement Garrincha, mais la France réduite à dix après la blessure de Robert Jonquet, s'incline 5 à 2. De 1956 à 1959, il est sélectionné 26 fois de suite en équipe de France.
Il marque son seul but en équipe de France sur coup franc lors du match contre le Chili (6-0). Il connaît sa dernière sélection sous le maillot bleu le 25 septembre 1960, en éliminatoires de la Coupe du monde de 1962, contre la Finlande, victoire 2 à 1. Il est encore réserviste le match suivant contre la Pologne mais n'est plus rappelé ensuite.

### Entraîneur
En 1969, il accepte le poste d'entraîneur adjoint au RC Strasbourg et s'occupe de la réserve mais ne reste qu'un an. Il entraîne ensuite les clubs régionaux de Koenigshoffen puis du FA Illkirch-Graffenstaden en 1975 qu'il fait remonter en Promotion d'Honneur l'année suivante.
En 1979, il prend les commandes des Pierrots Vauban de Strasbourg, il 
conduit le club au titre de champion de Division 3 en 1981 contre Fontainebleau et, en 1982 contre Alès mais, par deux fois, le club refuse la montée en Division 2. Il remporte également avec le club trois fois de suite la Coupe d'Alsace en 1984, 1985 et 1986. En 1987, il cède les rênes de l'équipe première à Jacky Duguépéroux et devient manager général du club.
Raymond Kaelbel reste proche également du RC Strasbourg en tant qu'administrateur du club jusqu'à son décès en avril 2007.

## Palmarès
- Vainqueur de la Coupe de France 1960 (AS Monaco)
- Finaliste du Trophée des champions 1960 (AS Monaco)
- Champion de France 1961 (AS Monaco)
- Vainqueur du Trophée des champions 1961 (AS Monaco)
- Vainqueur de la Coupe Drago 1961 (AS Monaco)
- Vice-Champion de France 1963 (Stade de Reims)
- Vainqueur de la Coupe de France 1966 (Racing Club de Strasbourg)
- Nommé dans l'équipe du Racing Club de Strasbourg du XXe siècle

- 3e de la Coupe du monde de football 1958 (France)

## Statistiques
- 35 sélections, 1 but en équipe de France[3]
- 479 matchs et 42 buts en Division 1 du championnat de France[7]